# Кирилловка (Запорожская область)
Кири́лловка (укр. Кирилівка) — посёлок городского типа в Мелитопольском районе Запорожской области Украины. Курорт на северо-западном побережье Азовского моря.
Является центром Кирилловской поселковой общины, в которую входят все окрестные сёла. С 2022 года посёлок находится под российской оккупацией.

## Географическое положение
Посёлок городского типа Кирилловка находится на южном выступе полуострова, образованным двумя лиманами, Утлюкским и Молочным на побережье Азовского моря. В состав посёлка входит две песчаные косы — коса Пересыпь и Федотова коса.
Через Кирилловку проходит автомобильная дорога Т-0820. Этот посёлок является самым южным населённым пунктом Запорожской области, а её Федотова коса, уходящая на юго-запад, географически находится на широтах Крымского полуострова.
Напротив Бирючего острова с запада, через пролив, соединяющий Утлюкский лиман с Азовским морем, находится коса Арабатская стрелка, являющаяся частью полуострова Крым.

## Население

### Языковой состав
Родной язык населения по данным переписи 2001 года:
| Язык       | Численность, чел. | Доля     |
| ---------- | ----------------- | -------- |
| Украинский | 1 280             | 86,43 %  |
| Русский    | 194               | 13,10 %  |
| Другое     | 7                 | 0,47 %   |
| Итого      | 1 481             | 100,00 % |

## История
Кирилловка была основана в 1805 году как место поселения общины духоборов, искавших в Приазовье убежище от религиозных преследований. Названо в честь Кирилла — старшего сына Силуана Капустина, первого лидера движения духоборов.
В 1845 году, после выселения духоборов на Кавказ, село заняли государственные крестьяне из соседних малоземельных сёл Таврической губернии.
Начиная с 1910-х годов, развивается как бальнеологический и грязевой курорт.
В июне 1920 года в районе Кирилловки был высажен белогвардейский десант Якова Слащева. В октябре 1920 занята красными.
C 1941 в германской оккупации.
От германской оккупации Кирилловка была освобождена 27 октября 1943 года.
Наиболее интенсивно развивался в 1960—1980-х гг. Именно в этот период были застроены турбазами, пансионатами и домами отдыха вся коса Федотова и коса Пересыпь.
1968 год — присвоено статус посёлок городского типа.
В 1989 году численность населения составляла 1633 человека, по данным Всеукраинской переписи населения 2001 года — 1481 человек.
В 2004 году в состав Кирилловки были включены два села Азовское и Степок.
В 2008—2010 гг. построен православный храм.
По состоянию на 1 января 2013 года численность населения составляла 3455 человек.
На данный момент сформировалась единая курортная зона длиной почти 15 километров.

### Вторжение России на Украину
В ходе вторжения России на Украину в марте 2022 года посёлок был оккупирован российскими войсками.

## Социальная сфера
Автостанция, «Укртелеком», центральный рынок, центральный пляж, в летнее время работает луна-парк. В 2011 году в Кирилловке открылись крупнейшие на Украине аквапарк и дельфинарий.

## Курорт
Курортная зона отдыха Кирилловка — это климатический и бальнеогрязевой приморский курорт Украины и самый южный населенный пункт Запорожской области, который находится в 200-х км строго на юг от областного центра, города Запорожья. Кирилловка расположена на полуострове, ограниченном побережьем Азовского моря, Утлюкского и Молочного лиманов.
Расстояние до Кирилловки от станции Акимовка Приднепровской железной дороги составляет порядка в 40 км,  от южной границы города Мелитополя — 51 км, от пригородного автовокзала Мелитополя — 56 км, от железнодорожного вокзала Мелитополя — 63 км. При этом расстояние от железнодорожного вокзала Мелитополя до автовокзала Кирилловки составляет 67 км.
Кирилловка сегодня — поселок городского типа Мелитопольской агломерации, насчитывающий 3,5 тыс. жителей; в нём расположены две прилегающие песчаные косы — Пересыпь и Федотова.
По официальным данным, за летний период 2019 года, Кирилловку посетило более 1,5 млн человек, и по количеству отдыхающих Кирилловка является самым востребованным курортом на Азовском море.
В Кирилловке есть более 700 баз отдыха, частных отелей, пансионатов и коттеджей, санатории, автокемпинги и около 18 детских оздоровительных мед.учреждений, расположенных как на косах, так и в центре курорта.
Пребывание на побережье Азовского моря способствует восстановлению и укреплению центральной нервной и сердечно-сосудистой систем, верхних дыхательных путей, снижает воспалительные процессы в мышцах и суставах, а также аллергические реакции. У отдыхающих улучшается дыхательная функция легких, улучшается насыщенность крови кислородом, йодом, хромом, железом и др. Микроклимат Азовского моря особенно подходит детям, кроме того, в отличие от Чёрного моря, оно не глубокое, что гарантирует быстрый прогрев моря и раннее начало курортного сезона, а также безопасность при купании. Ещё одной особенностью отдыха В Кирилловке является, то что здесь имеется два морских лимана с лечебными грязями и открытая акватория моря и между ними происходит водообмен, а особенность водообмена заключается в том, что солёность лиманов выше океанической (38—45‰, в океане — 36‰, а в Чёрном море — 16—18‰), в то время, как в Азовском море всего 9 — 15‰, из-за чего здесь самая высокая солёность в Азовском море около 14—15‰, при этом химсостав всех компонентов Азовского моря присутствует ( воды Азовского моря обладают более лечебными свойствами, нежели воды Чёрного моря), но при более высокой минерализации моря, что способствует более эффективному воздействию моря на организм человека. Также здесь нет впадающих рек, портов, производств. В посёлке канализация стекает в дезинфицирующие подземные герметичные ёмкости — ЛОСы (локальные очистные сооружения, представляющие собой объемные толстостенные пластиковые цистерны), потом откачиваются ассенизаторами и вывозятся на очистные сооружения города Мелитополя, чем обеспечивается чистота и экологическая безопасность морского побережья, так как курорт частично расположен на территории Азово-Сивашского национального парка.
Лечебные средства: иловая грязь Утлюкского и Молочного лиманов, а также сероводородный хлоридный натриевый источник, воду которого используют для ванн. Лечение больных с заболеваниями органов движения и опоры, гинекологических, периферийной нервной системы.
Кирилловка отличается теплым климатом, очень малым количеством осадков в летнее время, сочетанием морского и степного воздуха. Солнечных дней (около 2600 солнечных часов в году) здесь значительно больше, чем в Ялте (2200 солнечных часов в году).
Лето тёплое ( средняя температура июля—августа  + 23 — 25°С ), зима умеренно мягкая ( самый холодный период припадает на вторую половину января  —1,5°С ); осадков около 350 мм в год.
Азовское море имеет песчаное дно и берег. Температура воды на мелководье лиманов может доходить до +39°С ( лиманы мелководные и хорошо подходят маленьким детям, но само море относительно глубокое и нет необходимости долго идти от берега, чтобы поплавать на глубине).
Стабильный летний сезон отдыха — с конца мая до конца второй декады сентября включительно. Бархатный сезон — с начала третьей декады сентября до последней недели октября, а иногда и до середины ноября.
КЗО Кирилловка включает в себя следующие районы:
- Центр Кирилловки — это наиболее развитая в инфраструктурном плане часть курорта. Здесь расположено большое количество частных баз и гостевых домов, которые могут предложить номера от экономкласса до апартаментов категории VIP. Здесь находится автостанция (откуда автотранспорт ходит во многие большие города Украины ( Запорожье (200 км), Днепр (300 км), Харьков (500 км), Киев (780 км)), а до города Мелитополь, в курортный сезон, с интервалом в 3 — 15 минут, также транспорт ходит по косам (по Пересыпи ходит маршрут ✓1, а по Федотовой Косе маршрут ✓2 до Степка)), «Укртелеком», отделение «ПриватБанка», большой рынок, множество различных кафе, ресторанов, ночных клубов, дискотек, а также большинство развлечений в поселке: аквапарк «Остров Сокровищ» (самый большой аквапарк Украины), дельфинарий «Оскар», луна парк Адреналиншоу, аквариум, сафари-парк, трогательный зоопарк, конный театр.
- Коса Пересыпь — часть суши шириной от 200 метров до 1 километра. Коса Пересыпь отделяет Азовское море от Молочного лимана и берет начало от восточной окраины Кирилловки. Протяженность косы около 10 километров. По всей протяженности Косы Пересыпь расположены базы отдыха, различные пансионаты, детские оздоровительные лагеря и палаточные городки.
- Федотова коса — берет своё начало с юго-западной части Кирилловки и отделяет Азовское море от Утлюкского лимана, удаляясь на юго-запад в море от материковой части курорта. Общая протяженность косы составляет около 48 километров, так как сюда включена территория острова Бирючий, который до 1929 года был островом. После того, как в дальнейшем пролив между Федотовой косой и островом Бирючий был закрыт намытием песка, Бирючий соединился с Федотовой косой. В период зимних штормов, а иногда и летних, он периодически опять становится островом ( является самым большим островом в Азовском море), так как на нём имеется очень узкий перешеек косы (10 — 20 м), который постоянно размывает море.

Здесь расположились основные объекты инфраструктуры Федотовой косы. Тут есть рынки, популярные молодёжные дискотеки, ночные клубы, магазины, кафе, рестораны и т. д. Кроме этого, на Утлюкском лимане есть школы кайтсерфинга и виндсерфинга.
- Степок — район Кирилловки, который когда-то был рыбацким поселком. Степком заканчивается Федотова коса и начинается заповедная зона Бирючего острова — Азово-Сивашского национального природного парка. Степок также пользуется популярностью у отдыхающих, так как здесь расположены частные отели и гостевые дома, автокемпинг. В центральной части района находится небольшой рынок, а также различные магазины и кафе. За Степком по Федотовой Косе далее (нудисткие) дикие, красивые песчаные пляжи, отсутствие цивилизации («маршрутки» ходят до Степка, нет электроэнергии, воды, туалетов, дорога песчаная).
- Курортный микрорайон "Бирючий остров" находится на Бирючей косе (часть намытой морем Федотовой Косы, между Степком и самим Бирючим островом — 12 км) в 10 км от Стёпка к Бирючему острову, на уширении Косы до 2 км, перед въездом на охраняемую территорию одноименного заказника. Этот курортный микрорайон, ориентированный преимущественно на VIP-клиентов, захватывает территории баз отдыха "Золотой Берег" и "Любава", которые сейчас превратились в коттеджные поселки. В настоящий момент туда не ходит общественный автотранспорт, но добраться можно на катере или своём автомобиле - по песчаной дороге[8].
- Бирючий остров (уширение Косы до 5,5 км и длинной 25 км) — это закрытый для свободного посещения заповедник, где находится нетронутая цивилизацией многообразие краснокнижной флоры и фауны, а также множество озёр с пресной родниковой водой. Посещения сафари-парка возможны по спец.разрешениям (их можно получить в администрации Азово-Сивашкого национального парка), в сопровождении гида-егеря Азово — Сивашкого национального парка. Также на Бирючем острове находится летняя резиденция президента Украины.

Есть аквапарк «Остров Сокровищ», дельфинарий «Оскар», многочисленные аттракционы луна-парка, сафари парк, аквариум, трогательный зоопарк, водные горки. С большой активностью развиваются водные виды спорта, виндсерфинг и кайтсерфинг.
Полуостров всегда богат бахчевыми, овощами и фруктами ( Мелитопольская черешня, абрикос, персики, виноград, инжир, с десятых годов успешно выращивают и собирают богатые урожаи гранат, хурмы, киви, фейхоа ), рыбой, креветкой, устрицами и прочими морепродуктами.

## Достопримечательности
- Музей[9]
- Постамент "Стихия Воды". Согласно официальной задумке изображает учительницу танцев и двух балерин[10]. Из-за визуального сходства в социальных сетях в основном известен как памятник горгоне Медузе. Был установлен в 2021 году на центральной площади вместо памятника 200-летию Кирилловки. Старый памятник изображал женщину с факелом ("Ундину"), выходящую из волн, и был открыт в мае 2005 года. Согласно заявлениям местных властей "Ундина" позже будет перенесена в другое место[11].
- Памятник рыбакам на центральной улице Калинина (Приморский бульвар).

- Парк санатория «Кирилловка». Основан в начале XX века. Сохранились несколько гектаров различных редких зеленых насаждений.
- Памятник землякам, погибшим в Великой Отечественной войне 1941—1945 годов. Находится на центральной площади.
- Памятник на братской могиле солдат-освободителей села Кирилловка в 1943 г. Находится на центральной площади.
- Памятник Гагарину в парке санатория.
- Скульптуры «Девушка с веслом» и «Девушка, играющая в теннис» в парке санатория. Гипсовые типовые скульптуры советского времени, поставлены в 1950-х гг.

## Галерея

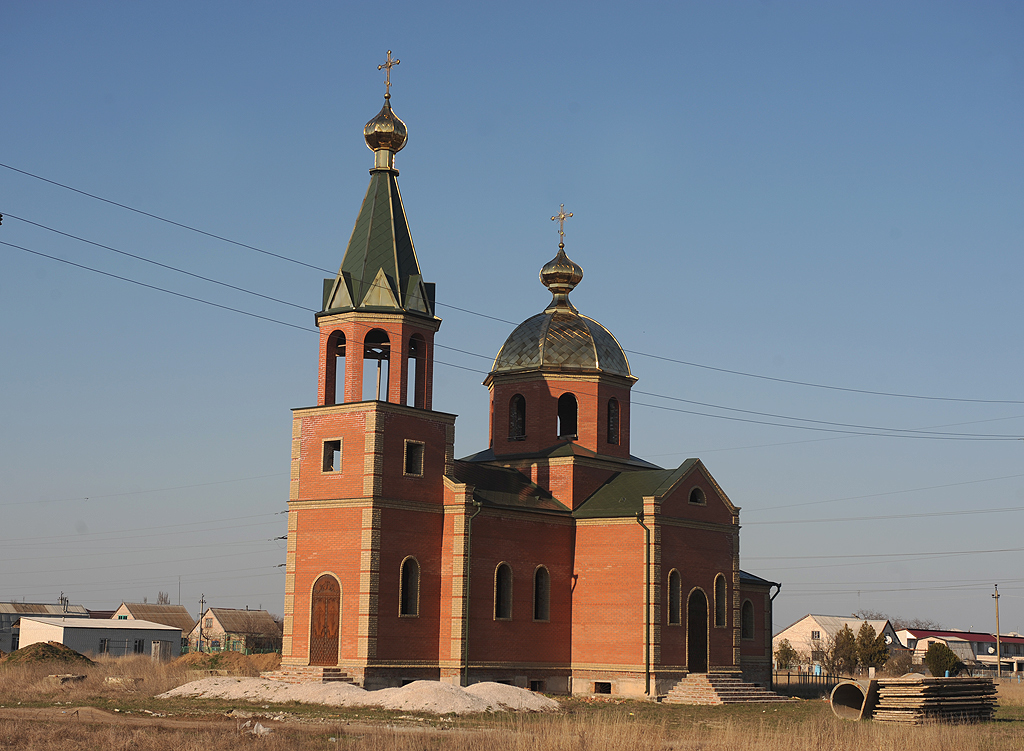
Церковь Николая Чудотворца в Кирилловке
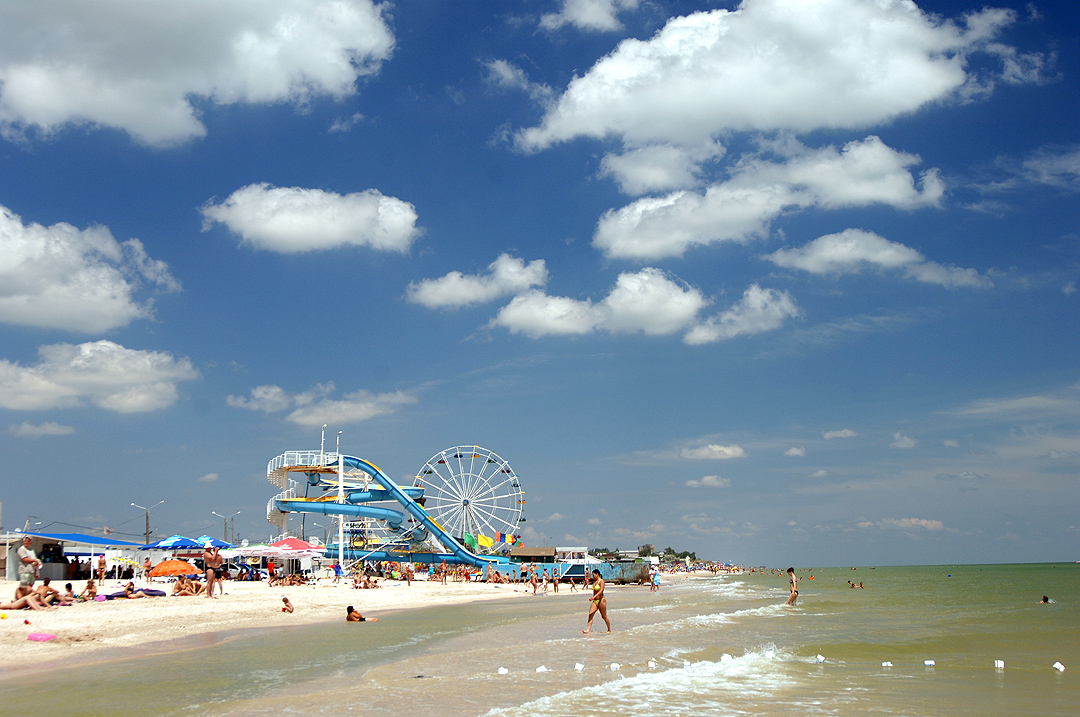
Пляж в Кирилловке, на Федотовой косе
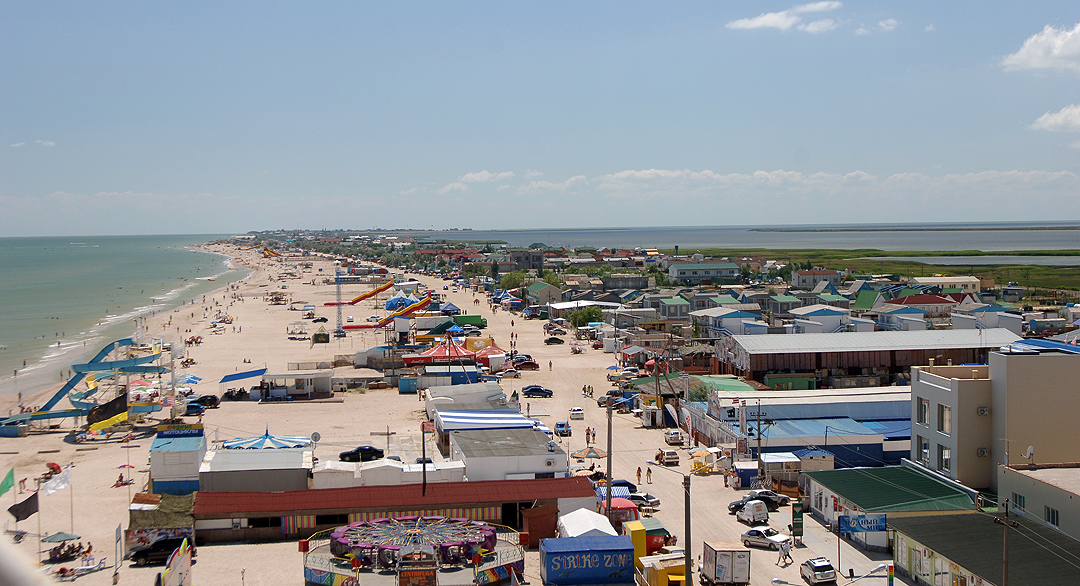
Федотова коса у посёлка Кирилловка
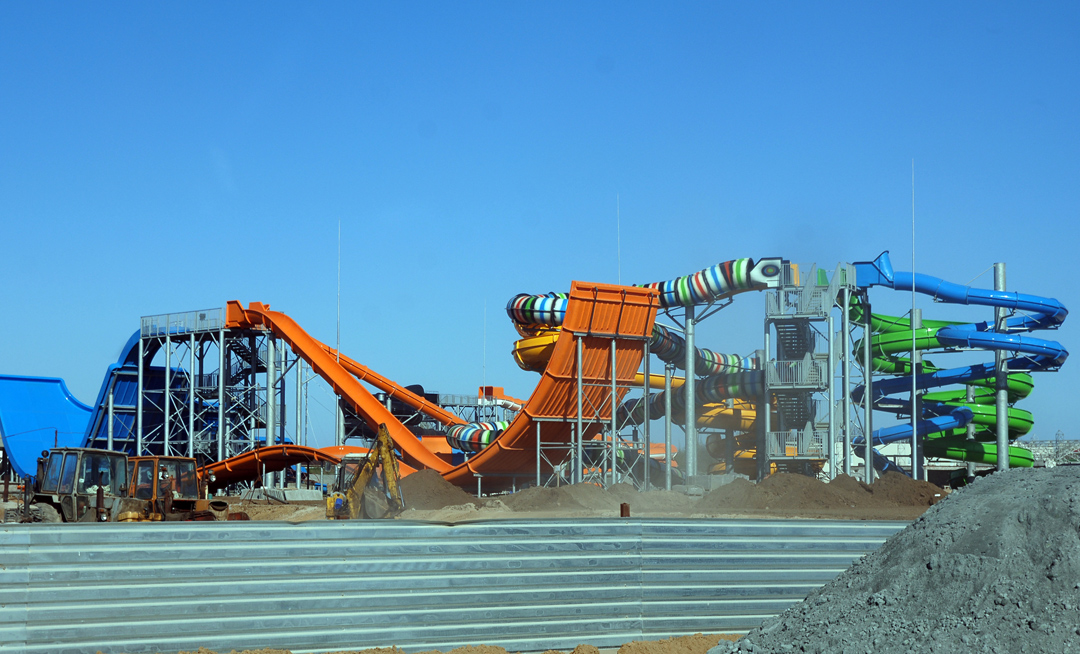
Строительство аквапарка (2010 г.)
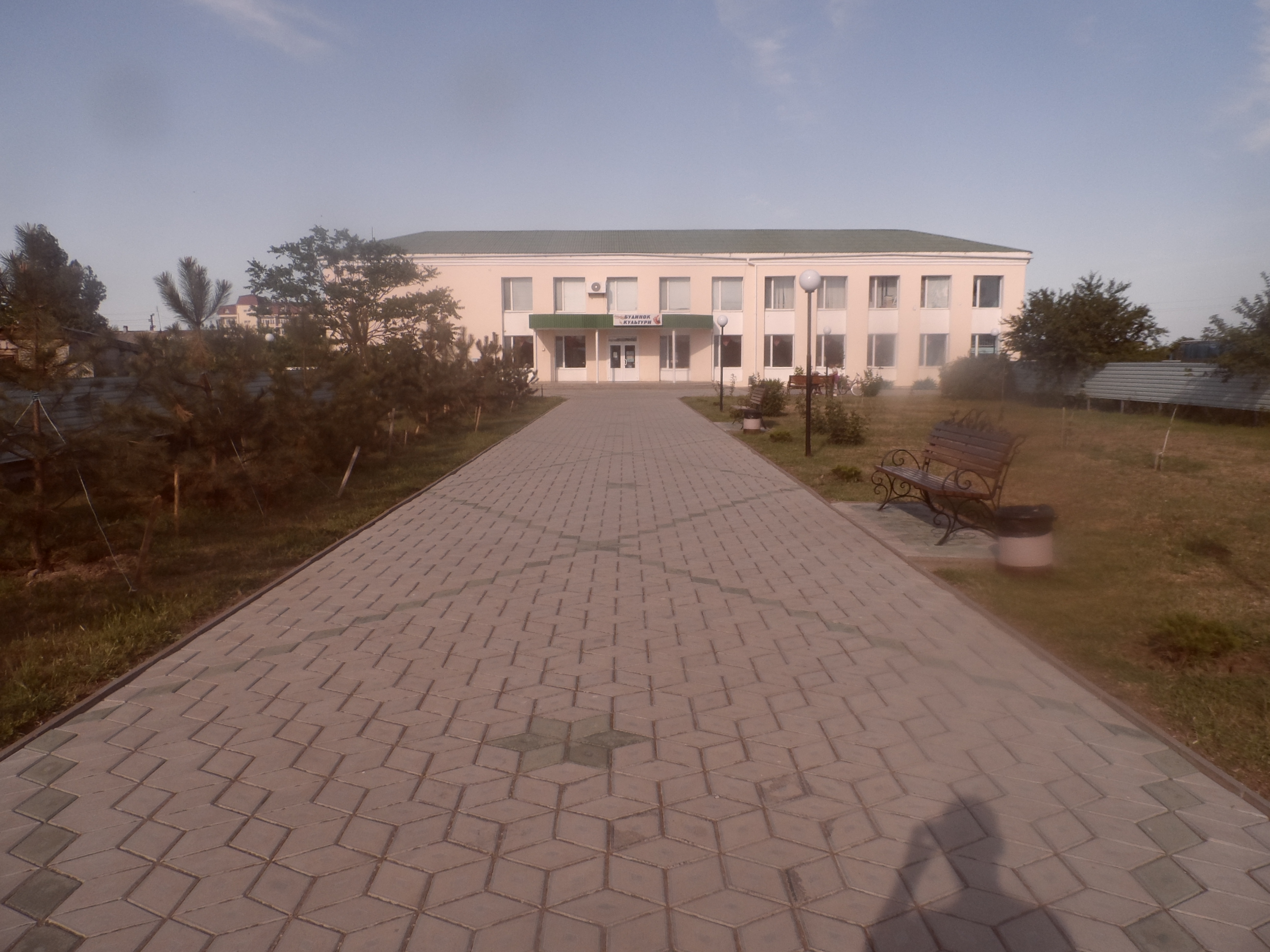
Дом культуры